# Rodney Sharman
Rodney Sharman (* 24. Mai 1958 in Biggar, Saskatchewan) ist ein kanadischer Komponist, Flötist und Musikpädagoge.

## Leben und Wirken
Sharman erwarb seine ersten musikalischen Kenntnisse autodidaktisch. Er komponierte, gab sechzehnjährig sein erstes Flötenkonzert und begann in dieser Zeit auch zu unterrichten. Eine seiner ersten Schülerinnen war die Pianistin Eve Egoyan. Er studierte dann an der Musikschule der University of Victoria, an der Hochschule für Musik Freiburg und an der University at Buffalo. Seine wichtigsten Lehrer waren Murray Adaskin, Rudolf Komorous, Brian Ferneyhough, Morton Feldman, David Felder, Frederic Rzewski, Louis Andriessen und Lukas Foss. 1984 erhielt er den Ersten Preis bei der CBC Competition for Young Composers, 1990 den Kranichsteiner Musikpreis.
1983–1984 war Sharman Gastkomponist des Institute of Sonology in Utrecht. Als Composer in Residence arbeitete er 1997–2000 mit der Vancouver Symphony, 2004 mit dem National Youth Orchestra of Canada und 2008–2010 mit der Victoria Symphony zusammen. Von 1991 bis 1995 war er Präsident der kanadischen Sektion der International Society for Contemporary Music, von 1993 bis 1998 Präsident der Canadian League of Composers.  Als Lehrer wirkte er u. a. an der Wilfrid Laurier University, der Musikschule der University of British Columbia und an der Simon Fraser University.
Sein umfangreiches kompositorisches Werk, zu dem neben Opern und Balletten Instrumentalkonzerte, kammermusikalische Werke, Stücke für Soloinstrumente, Chorwerke und Lieder, aber auch Kabarattsongs zählen, wurden weltweit in mehr als 40 Ländern aufgeführt und bei Festivals wie  dem Bourges Festival in Frankreich, Ars Musica in Belgien, International Gaudeamus Music Week, Festival Confrontaties und Holland Festival in den Niederlanden, Wien Modern in Österreich, dem Nyyd Festival in Estland, dem Almeida Festival und dem Huddersfield Festival in Großbritannien, den Weltmusiktagen der Internationale Gesellschaft für Neue Musik in Kanada, Mexiko, Deutschland und der Schweiz, dem North American New Music Festival, dem New Music Across America, dem Sub-Tropic Music Festival und Bang On A Can in den USA und bei den Darmstädter Ferienkursen in Deutschland.
Die Aufführungen fanden statt unter der Leitung von Kazuyoshi Akiyama, Mario Bernardi, Andrey Boreyko, Sergiu Comissiona, Charles Dutoit, Hans Graf, Eri Klas, Pavel Kogan, Tania Miller, Ed Spanjaard, Bramwell Tovey, Bruno Weil und anderen Dirigenten, mit Ensembles wie dem Aventa Ensemble, der Vancouver New Music Society, Arraymusic, dem Ensemble Exposé, Het Nieuw Ensemble, dem Arditti String Quartet, dem Quatour Bozzini und dem St. Lawrence String Quartet und mit Solisten wie den Pianisten James Clapperton, Anthony de Mare, Michael Finnissy, Louise Bessette, Yvar Mikhashoff und John Snijders, dem Organisten Hans-Ola Ericsson, dem Geiger Denise Lupien, den Kontrabassisten Stefano Scodanibbio und Robert Black, der Flötistin Camilla Hoitenga, dem Cembalisten Colin Tilney, den Harfenistinnen Erica Goodman, Ernestine Stoop, Sharlene Wallace und Rita Costanzi und den Sängern Valdine Anderson, Brett Polegato, Benoit Boutet und Romain Bischoff.
In Zusammenarbeit mit den Choreographen Marie-Josée Chartier, David Earle, Christopher House und James Kudelka  entstanden Ballette für den Tänzer Benoît Lachambre, das Toronto Dance Theatre, das Oregon Ballet Theatre, das San Francisco Ballet und das National Ballet of Canada. Die Kammeroper Elsewhereless nach einem Libretto und unter der Leitung des Filmemachers  Atom Egoyan wurde 1998 in Amsterdam uraufgeführt und danach in Toronto, Ottawa und Vancouver mehr als vierzigmal gespielt.

## Werke
- Meditation für Violine (1975)
- Piece for Harp Solo (1979)
- Concerto for Piano and Orchestra (1979)
- LEVEL für Holzbläserquintett (1980)
- Kore für Cembalo (1980)
- Orestes - a chamber opera (1980)
- Narcissus für Klavier (1981)
- The Black Domino für Tonband (1981)
- Towards White für Fagott und Liveelektronik (1982)
- The Black Domino für Orgel (1982)
- Chiaroscuro für Orchester (1982)
- Towards White für Flöte und Stereotonband (1983)
- Parhelia für Violine (1983)
- In Transii Für Erzähler und Orchester (Text: Joanne Griebel) (1983)
- Erstarrung für Bassquerflöte, Bassklarinette, Mandoline, Gitarre, Harfe, Perkussion, Violine und Kontrabass (1984)
- Canons and Ritornellos für sechsstimmigen gemischten Chor und Orchester (Text: Joanne Griebel) (1985)
- Orpheus' Garden für Kontrabass und Streichorchester (1986)
- Fandance für Klavier und Perkussion (1988)
- Dark Glasses für Bassquerflöte, Bassklarinette, Klavier, Perkussion, Violine, Viola, Cello und Kontrabass (1988)
- The Proximity of Mars für Harfe, Klavier und zwei Perkussionisten (1988)
- The Proximity of Mars für Orchester (1988/97)
- Opera Transcriptions: Turandot für Klavier (1989)
- September für drei Gitarren (1989)
- The Black Domino für drei elektrische Gitarren (1989)
- Cordes Vides für Streichquartett (1989)
- In Deepening Light für Kontrabass und Klavier (1989)
- Predators of Light Ballett für Stereotonband (1989)
- Opera Transcriptions: Madama Butterfly für Klavier (1990)
- Echo and Narcissus für verstärktes Streichquartett und Klavier (1990)
- Sleeping Beauty für Klarinette, Trompete, zwei Perkussionisten und Kontrabass (1990)
- Cordes Vides für Harfe (1990)
- Nader tot U (Text: Gerard Reve) für Bariton und Instrumentalensemble (1990–92)
- Opera Transcriptions: La Rondine für Klavier (1991)
- Phantom Screen für Sopran und Orchester (Text: Atom Egoyan) (1991)
- Apollo's Touch für Vibraphon (1992)
- Opera Transcriptions: Carmen für Klavier (1993)
- Elysium für Orgel (1993)
- Nostalgia (zu Brian Ferneyhoughs 50. Geburtstag) für Flöte, Oboe, Klarinette, Mandoline, Gitarre, Harfe, Klavier, Perkussion, Violine, Viola, Cello und Kontrabass (1993)
- Companion Piece für Harfe (1993)
- Anthem: Passing of the Claimant (Text: Chidiock Tichebourne) für vierstimmigen Männerchor oder gemischten Chor (1994)
- After Truth für Barockflöte und Perkussion (1994)
- Opera Transcriptions: Les Pêcheurs de perles für Klavier (1995)
- In Changing Light für Orchester (1995)
- Canonic Toccata in celebration of Michael Finnissy's 50th birthday für Klavier (1996)
- Elsewhereless (Prelude, Scene 4) für Altflöte, Klarinette, Fagott, Horn, Klavier, Violine und Kontrabass (1996/2011)
- Canon and Acrostic in celebration of Vancouver New Music Society's 20th anniversary für Flöte, Oboe, Bassklarinette, Klavier, Perkussion, Violine, Viola und Kontrabass (1996)
- Romance für Flöte, Sopransaxophon, Klavier, elektrische Gitarre und elektrischen Bass (1996)
- Dedication (zu Murray Adaskins 90. Geburtstag) (Text: Rodney Sharman) für Sopran und Flöte (1996)
- Slow Waltz für Flöte und Klavier (1997)
- Archaic Smile für Orchester (1997)
- Still Light - Fanfare for Chihuly für Orchester (1998)
- Suspended Waltz für Mandoline, Gitarre und Harfe (1998)
- Variations on a Quiet Song für Harfe und Streichorchester (1998)
- Elsewhereless - a chamber opera (1998)
- Letters for the Future (Text: Galileo Galilei) für Männerchor, zwei Harfen, Perkussion und Streicher (1999)
- Scarlattiana für Orchester (1999)
- Symphony für Orchester (2000)
- Short Dance für Streichquartett (2000)
- The Anglo Tango für Klavier (2000)
- Two Fanfares für Sopransaxophon (2000)
- Morning Fog - Souvenir of San Francisco für Posaune, Tuba oder Euphonium (2000)
- Boa Constrictor für Tuba (2000)
- Dances for solo harp (2000–04)
- The Garden, Musiktheater für Solopianist (2001)
- Four Seasons, One Tree für Bassklarinette, Trompete, Klavier, zwei Perkussionisten, Violine und Kontrabass (2001)
- Romance (Hommage à Tchaikovsky) für Cello und Klavier (2001)
- Weissherbst (zu Kaija Saariahos 50. Geburtstag) für Flöte (2002)
- In a room für Gitarre (2002)
- Nocturne für Fagott und Klavier (2002)
- Opera Transcriptions: La Jolie Fille de Perth für Klavier (2002)
- Six Etudes für Harfe (2002–03)
- Love  - from Love, Beauty, Desire (Text: George Sandys) für gemischten Chor (2002)
- Liebesleid (Modern Love Waltz) (eigener Text) für tiefe Stimme und Streichorchester (2002)
- Love, Beauty, Desire (Texte von Atom Egoyan, Gerard Reve, George Sandys, Rodney Sharman), für Sopran, Bariton, Chor und Orchester (2002)
- At Dusk für Fagott, Harfe, Pauken und Streichorchester (2002)
- Winter Solstice (Text: Rodney Sharman) für gemischten Chor (2003)
- Voyageur für Klavier (2003)
- In Praise of Shadows für Instrumentalensemble (2003)
- Gilding the Lily (nach “La ci darem la mano” aus Don Giovanni) für Sopran, Bariton, Flöte und Klavier (2004)
- Etude: Homage to Robert Schumann für Harfe (2004)
- Intermezzo (Wiegenlied) für Gitarre (2004)
- Mirrors, Echoes für Orchester (2004)
- The Ecstasy of Saint Teresa für Cello (2005)
- Watchful für Klavier (2005)
- Dry Leaves für zwei Trompeten, zwei Posaunen, Perkussion, zwei Violinen, zwei Violen, Cello und Kontrabass (2005)
- Moments für (Alt)flöte, (Bass)klarinette, Perkussion, Klavier, Violine und Cello (2003–05)
- Song of Love and Loss (in memoriam Melanie Gold) (Text: Rodney Sharman) für Chor (2005)
- Arsis and Thesis für Flöte und Klavier (2006)
- Second String Quartet (2006)
- The Ruins Proclaim the Building was Beautiful für Orchester (2007)
- Incantation für Fagott, Harfe und Streichquartett (2007)
- The Ruins Proclaim the Building was Beautiful, Ballett (2007)
- Etude: for glissandi für Harfe (2008)
- Departures für Flöte, Oboe d’amore, Klarinette, Mandoline, Gitarre, Harfe, Celesta oder Klavier und Perkussion (2008)
- festina lente für Streichquartett (2008)
- Opera Transcriptions: L’Incoronazione di Poppea - Mercurio dal ciel in terra für Klavier (2008)
- Music for Celtic Harp, Strings, Percussion and Celesta (2008)
- Motet: Death Will Find Me (in memory of my father) (Text: Rupert Brooke) für sechsstimmigen Chor (2009)
- Couples, Doubles, Pairs für Horn, zwei Violinen, Viola, Cello und Kontrabass (2009)
- Byrd Dances für Orchester (2009)
- Pavane, Galliard and Variations für Bassklarinette, Klavier und Perkussion (2009–10)
- Notes on “Beautiful” für Klavier (2010)
- Songs Without Words für Horn, zwei Perkussionisten und Streichorchester (2010)
- Romantic Ideals für Orchester (2011)
- Violin Concerto (2011)
- Second Symphony für Orchester (2012)
- Chamber Symphony für Perkussion, Klavier oder Celesta und Harfe (2012)
- From the House of Mirth, Oper (2012)
- From the House of Mirth, Ballett (2012)
- Because of John Cage für Bassposaune und Harfe (2013)
- Opera Transcriptions: Tristan und Isolde für Klavier (2013)
- Opera Transcriptions: Kopernikus für Klavier (2014)
- Former Ginger (Text: Rodney Sharman) für Männerchor (2014)
- California Dutch für Oud und Streichquartett (2015)
- song about forgetfulness (Text: Bill Richardson) für Jugendchor (2015)
- Requiescat (Text: Oscar Wilde) für gemischten Chor (2015)
- Song for „The End“ (Text: Wilfred Owen) (2015)
- She Walks in Beauty (für Catherine Fern Lewis) (Text: Lord Byron) für Sopran und Laute (2015)
- Obsessions (Text: Alex Poch Goldin) für tiefe Stimme und Streichorchester (2015)
- Song from Faust (Text: Johann Wolfgang von Goethe) für mittlere Stimme und Streichorchester (2015)
- Suspension für Inuit-Obertonsänger, zwei Flöten, Gongs und Streichorchester (2016)
- Night / Song, Night / Dance für sechs Perkussionisten (2016)
- Gratitude für Viola und Klavier (2016)
- For Guitar (2016)
- From the Mountains to the Pacific für Cello und Klavier (2017)

## Weblink
- Homepage von Rodney Sharman